# San Antonio de Benagéber
San Antonio de Benagéber  es una localidad y un municipio de la Comunidad Valenciana, España. Está situado en la provincia de Valencia, en la comarca del Campo de Turia e integrando parte de su territorio en La Vallbona. Cuenta con una población de 10 630 habitantes (INE 2024). Se trata de un municipio de predominio lingüístico valenciano.
La localidad se fundó a principios de la década de 1950 para trasladar a parte de la población de Benagéber, localidad que quedó en 1952 cubierta por las aguas del embalse de Benagéber. Se constituyó como Entidad Local Menor dependiente del municipio de Paterna el 5 de agosto de 1957 y el 8 de abril de 1997 se segregó definitivamente, constituyéndose como municipio independiente. Pertenece a la segunda corona del área metropolitana de Valencia.

## Toponimia
El topónimo ‘San Antonio de Benagéber’ es moderno. La primera parte (San Antonio) sirve para diferenciarlo del municipio original, así como de la otra fundación, como San Isidro de Benagéber. La segunda parte (Benagéber) es de claro origen árabe. El primer elemento es fácilmente identificable, y proviene de بن (bin) «hijo» o بني (banī), «hijos»; (بنو banū en árabe clásico), aunque también podría derivarse del árabe بناء (bināʾ), «construcción, casa». La identificación del segundo elemento es, sin embargo, bastante más insegura, aunque podría provenir del nombre propio جابر (Ǧābir), significando de ese modo «casa o hijos de Yábir».
En valenciano la forma toponímica es Sant Antoni de Benaixeve.

## Geografía

### Localización
El municipio de San Antonio de Benagéber se encuentra a 14 km de la ciudad de Valencia, lindando con las comarcas de la Huerta Norte y Oeste, en el extremo más oriental del territorio comarcal del Campo de Turia. El término municipal de San Antonio de Benagéber limita con Bétera, La Eliana, Paterna y Puebla de Vallbona.
Localidades limítrofes
|                  | Norte: Puebla de Vallbona |              |
| Oeste: La Eliana |                           | Este: Bétera |
|                  | Sur: Paterna              |              |

## Historia
La historia de San Antonio de Benagéber es bastante reciente y está indefectiblemente unida a la del municipio de Benagéber (Los Serranos). El 6 de abril de 1932 se firmó el Acta de principio de las obras del embalse de Benagéber, que en 1952 cubrió dicha localidad bajo sus aguas. Los habitantes de Benagéber, por lo tanto, hubieron de trasladarse. Los más privilegiados económicamente, se instalaron en los pueblos colindantes (Chelva, Sinarcas, Utiel, etc.)[cita requerida] y los demás quedaron a la expectativa de las decisiones tomadas por las autoridades. Se decidió construir un nuevo núcleo en el pequeño valle que se abría junto a la aldea de Nieva, a unos 5 km del antiguo pueblo, donde se asentaron una parte de los antiguos habitantes. Sin embargo, el Instituto Nacional de Colonización (dependiente del Ministerio de Agricultura) también llevó a cabo la compra de las fincas Masía de San Antonio y Pla del Pou, que a través del Instituto Nacional de Colonización, confeccionó 75 lotes compuestos de tierras y casa para 75 colonos. Del mismo modo, se colonizó San Isidro de Benagéber (en el municipio de Moncada).
A principios de la década de 1950 se comenzó a construir en la zona que actualmente ocupa San Antonio de Benagéber, en unas fincas que estaban enclavadas entre los términos municipales de Paterna, Puebla de Vallbona y Bétera. Allí se asentó parte de la población de la desaparecida localidad de Benagéber. Pocos años después, el 5 de agosto de 1957, San Antonio de Benagéber se constituyó como Entidad Local Menor dependiente del municipio de Paterna al aparecer en el Boletín Oficial del Estado número 199, más concretamente en el Decreto del día 11 de julio
El día 3 de noviembre de 1957 se constituyó en el municipio la primera Junta Vecinal, pero en sus treinta y dos primeros años no llegó a ningún acuerdo, a excepción del tomado el día 29 de diciembre de 1988, en el que se solicitaba convertir San Antonio de Benagéber en un municipio independiente.
La independencia municipal
El 13 de febrero de 1989, dicho acuerdo se publicó en el Boletín Oficial de la provincia tras pasar los 30 días reglamentarios de exposición al público sin que se notificara ninguna manifestación en contra. Así, el 18 de julio de ese mismo año se publicó en el BOP el Edicto del Ayuntamiento de Paterna, sobre información pública del Expediente presentado por los vecinos de San Antonio de Benagéber, cumpliendo las normas establecidas en el Reglamento de Población y Demarcación Territorial de las Entidades Locales.
Tras casi diez años y un largo proceso de intereses políticos y económicos, siguiendo el correspondiente proceso de comparecencias y aportación de informes, primero en la Administración Valenciana y posteriormente en el Consejo de Estado; el 8 de abril de 1997, se publicó el decreto n.º 147/97 en el Diario Oficial de la Generalidad Valenciana por el que se declaraba a San Antonio de Benagéber nuevo municipio independiente.

## Demografía
San Antonio de Benagéber cuenta con una población de 10 630 habitantes (INE 2024).
| Gráfica de evolución demográfica de San Antonio de Benagéber entre 2001 y 2021 |
| |
| Población de derecho según los censos de población del INE Población de hecho según los censos de población del INEEn 1997 aparece este municipio porque se segrega del municipio Paterna |

Hasta principios de la década de 1970 San Antonio de Benagéber no tenía más de 600 habitantes, la mayoría naturales de Benagéber. Posteriormente, entró en la rápida expansión urbanística que afectó también a La Eliana, Bétera, Puebla de Vallbona o La Cañada (Paterna), con la construcción de numerosas urbanizaciones de chalets. La cercanía a la capital de la provincia ha propiciado un rápido incremento demográfico, siendo el tercer municipio (de los 542 de la Comunidad Valenciana) en aumento porcentual de población en la década 1996-2006, con un 232,1 % y quedando solo por detrás de Guardamar de la Safor y San Fulgencio.
Estructura de la población por género
De los 10200 habitantes de San Antonio de Benagéber registrados en 2023, la cifra de mujeres es de 5158, mientras que la de hombres es de 5042.
| Menores de 16 años (%) | 23,71 |
| ---------------------- | ----- |
| De 16 a 29 años (%)    | 12,07 |
| De 30 a 64 años (%)    | 52,52 |
| Mayores de 64 años (%) | 11,69 |

### Barrios y pedanías
En el término municipal de San Antonio de Benagéber se encuentran, además del núcleo urbano, también los siguientes núcleos de población:
- Urbanización Montesano
- Urbanización Colinas de San Antonio
- Urbanización Cumbres de San Antonio
- Urbanización de San Vicente
- Zona del Pla del Pou

### Hogares
Evolución de la cifra de hogares registrados entre 2001 y 2021
| Años    | 2001 | 2011 | 2021 |
| Hogares | 960  | 2505 | 3148 |
|         |      |      |      |

### Lengua
San Antonio de Benagéber se encuentra en una zona de predominio lingÜístico valenciano. En sus calles esta lengua comparte uso con el castellano, de hecho, el nombre oficial del municipio (San Antonio de Benagéber) es en castellano.

### Trabajo
Desempleo registrado en fecha 31/01/2022
| Paro registrado (personas)                | 397   |
| Paro registrado en menores de 25 años (%) | 5,54  |
| Paro registrado en mujeres (%)            | 66,50 |
| Tasa (%)                                  | 6,47  |
| Contratación registrada (contratos)       | 146   |

### Comunicaciones

#### Carretera
El término de San Antonio de Benagéber está atravesado por la autovía CV-35, que une el municipio con Liria al noroeste y con la ciudad de Valencia al sureste. También atraviesa el término la carretera CV-336 que une Ribarroja del Turia con Bétera.

#### Autobús
Por San Antonio de Benagéber circulan varias líneas de autobuses de los Autobuses Metropolitanos de Valencia (MetroBus).

#### Ferrocarril
El tren de Ferrocarriles de la Comunitat Valenciana FGV tiene una parada en Montesol y la Eliana, a 3 y 5 kilómetros respectivamente del centro urbano. En cuanto al ferrocarril RENFE, la parada más cercana es la de Loriguilla, a 14 kilómetros.

#### Avión
El Aeropuerto de Manises se localiza a 12 kilómetros de San Antonio de Benagéber.

#### Barco
San Antonio de Benagéber se encuentra a una distancia de 25 kilómetros del Puerto de Valencia.

## Economía
En su origen estuvo basada en la colonización agrícola de las nuevas tierras (secano y regadío). En la actualidad, dada la proximidad a la ciudad de Valencia, predomina el sector servicios, habiéndose convertido la localidad en un centro residencial.

## Administración y política
San Antonio de Benagéber está gobernada por una corporación local formada por concejales elegidos cada cuatro años por sufragio universal que a su vez eligen un alcalde. El censo electoral está compuesto por todos los residentes empadronados en San Antonio de Benagéber mayores de 18 años y nacionales de España y de los otros países miembros de la Unión Europea. Según lo dispuesto en la Ley del Régimen Electoral General, que establece el número de concejales elegibles en función de la población del municipio, la corporación municipal de San Antonio de Benagéber está formada por 13 concejales. El Ayuntamiento de San Antonio de Benagéber está actualmente presidido por UCIN y consta de 1 concejal de este partido y 2 de Partido Popular que conforman el equipo de gobierno, 5 de AISAB, 2 de Guanyem - SAB, 2 de VOX y un concejal no adscrito.
| Periodo   | Nombre                   | Partido                                                      |
| --------- | ------------------------ | ------------------------------------------------------------ |
| 1995-1999 | Eugenio Cañizares López  | PP                                                           |
| 1999-2003 | Eugenio Cañizares López  | PP                                                           |
| 2003-2007 | Eugenio Cañizares López  | PP                                                           |
| 2007-2011 | Eugenio Cañizares López  | PP                                                           |
| 2011-2015 | Eugenio Cañizares López  | PP                                                           |
| 2015-2019 | Enrique Santafosta Giner | AISAB - Agrupación Independiente de San Antonio de Benagéber |
| 2019-2023 | Enrique Santafosta Giner | AISAB - Agrupación Independiente de San Antonio de Benagéber |
| 2023-act. | Eva Tejedor Marí         | UCIN - Unión de Ciudadanos Independientes                    |

## Cultura

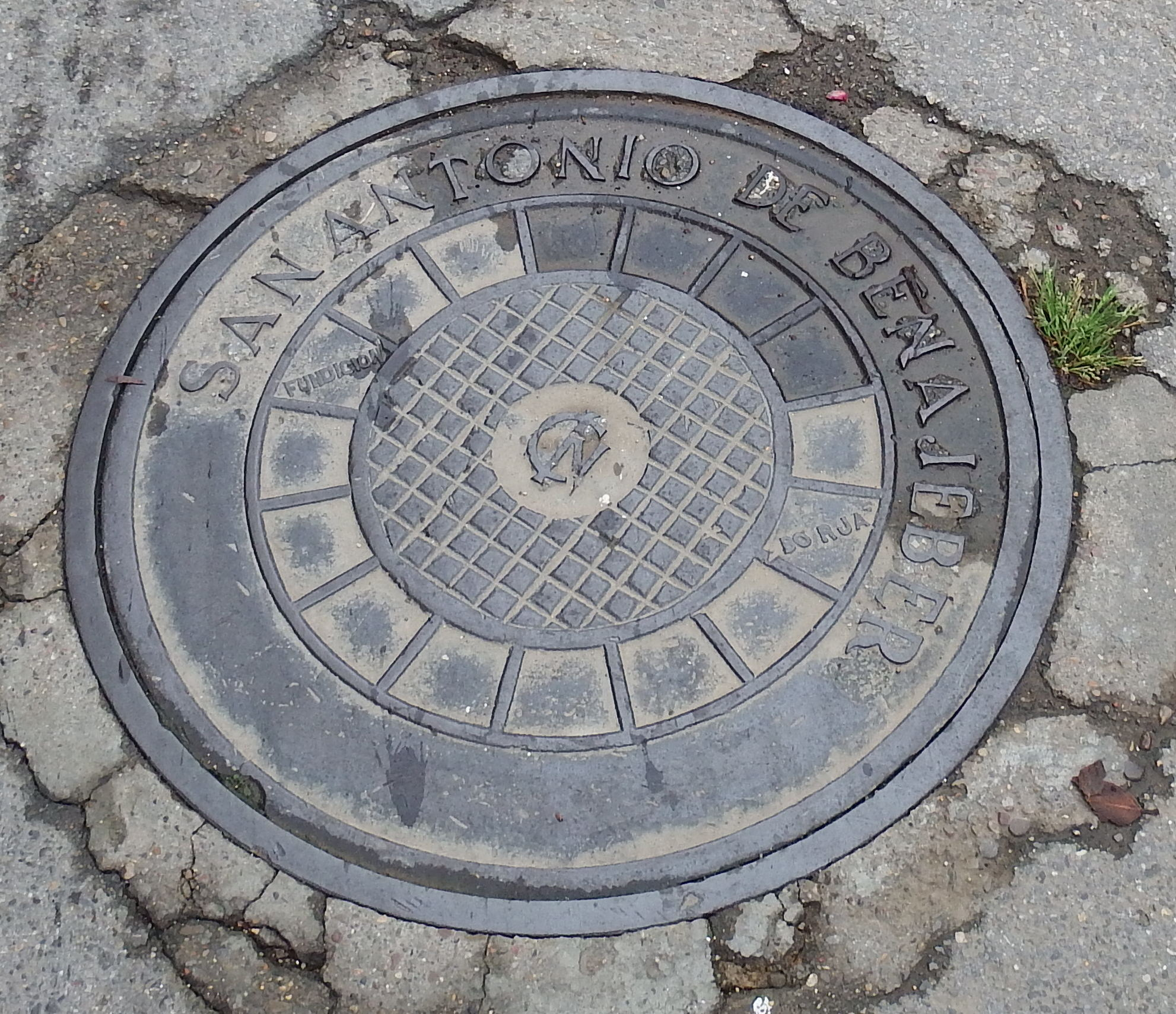
San Antonio de Benagéber fue promovido por el Instituto Nacional de Colonización, cuyo logotipo figura en el centro de esta trapa. Nótese el error ortográfico en el nombre de la población («Benajéber»).

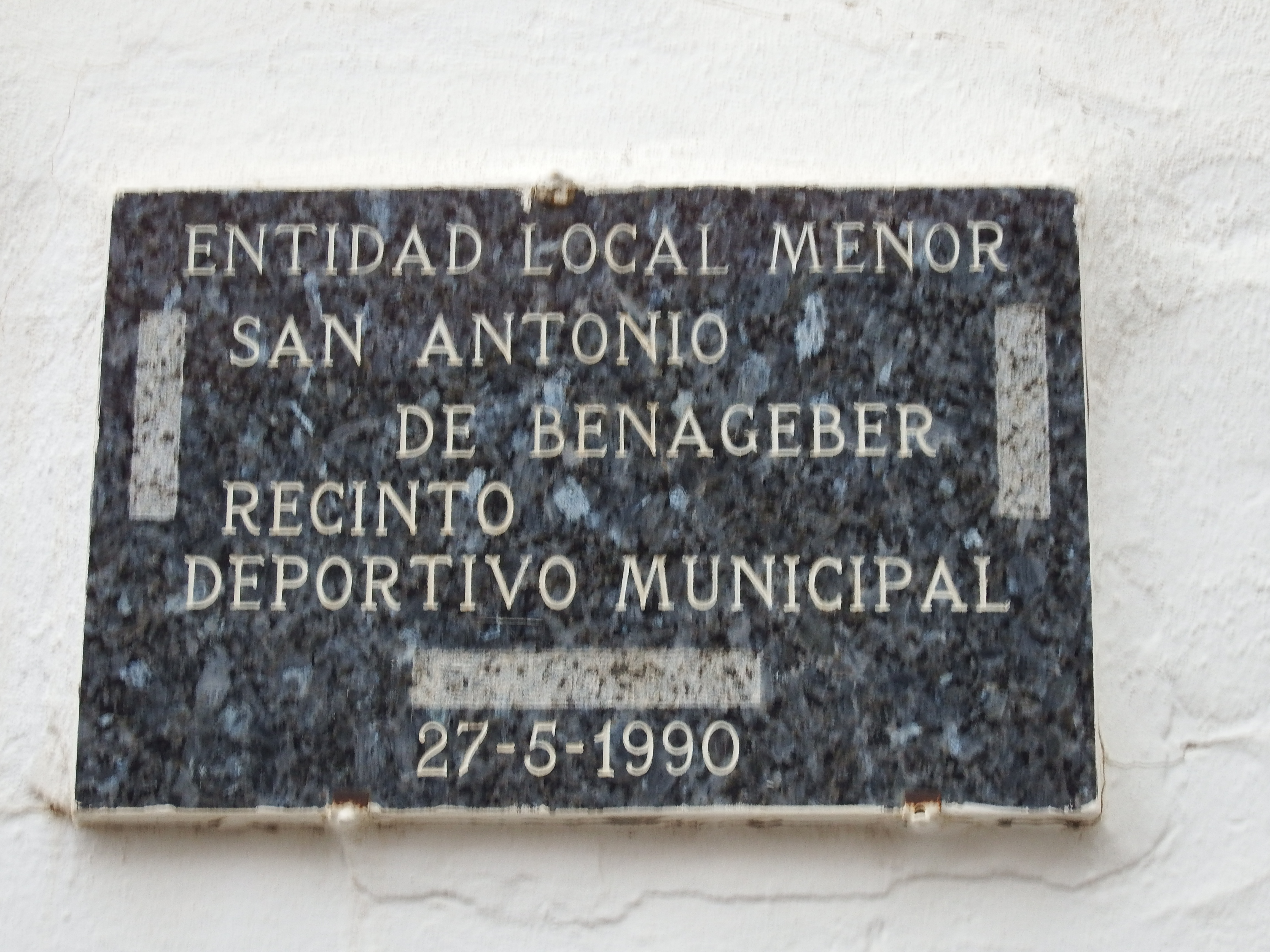
San Antonio fue durante varias décadas entidad local menor del municipio de Paterna

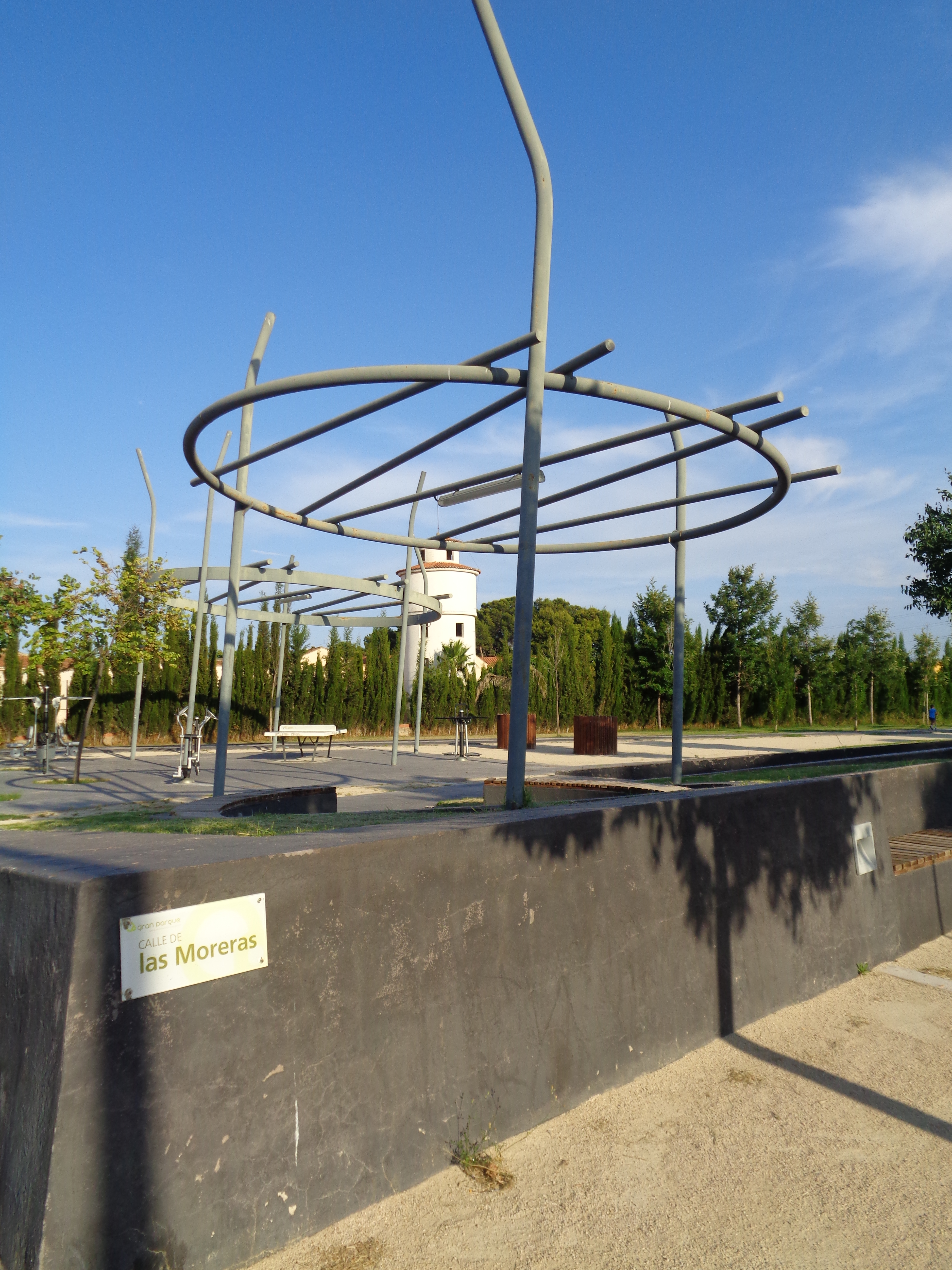
El gran parque de San Antonio de Benagéber recuerda en sus caminos el trazado y los nombres de las antiguas calles del Benagéber original, que desapareció bajo las aguas del embalse de Benagéber en 1952.

### Fiestas
- Fallas: se celebran del 15 al 19 de marzo. Este municipio cuenta con cuatro comisiones falleras: las fallas Olmos-Nieva y Túria-Plaça Ajuntament, situadas en el casco histórico de la ciudad, la falla Colinas de San Antonio-Los Azahares, en el residencial Colinas y la Asociación Cultural Falla San Vicente, en el barrio San Vicente. Las fiestas empiezan con la Crida, acto en el que las Falleras Mayores realizan la llamada de la iniciación de las fallas en la plaza del ayuntamiento. Más tarde, durante la semana fallera, tiene lugar la plantà (15 de marzo), la recogida de los premios (16 de marzo), la ofrenda (17 y 18 de marzo) y la cremà (19 de marzo). Durante estos festejos también tiene lugar la cabalgata del ninot y la exposición del mismo.
- Fiesta de la Segregación: el 8 de abril se celebra el día de la segregación en la que el municipio se constituyó como independiente. El Ayuntamiento organiza una comida de hermandad preparando dos paellas de grandes dimensiones en la plaza del Ayuntamiento. El programa cuenta con diversas actividades tanto para niños como adultos y finaliza con una cena acompañada de un espectáculo musical.
- Fiesta patronal en honor a San Isidro Labrador: esta festividad se celebra el 15 de mayo en honor al santo patrón de los campesinos y los trabajadores. El municipio organiza una procesión que empieza en la parroquia San Antonio Abad y recorre el casco histórico para regresar nuevamente al punto de inicio.
- Fiestas mayores en honor a San Roque: tienen lugar en la segunda y tercera semana de agosto. Comienzan con festejos taurinos a los que se suman actividades como animaciones infantiles, exposiciones y conciertos. El día culminante es el 16 de agosto, en el que se celebra una misa en honor al santo, tras la cual se inicia una procesión por el casco histórico. La figura de San Roque acompañado de un perro es portada por voluntarios durante todo el recorrido.[21]

#### Fiestas de asociaciones
En San Antonio de Benagéber las distintas asociaciones vecinales o culturales organizan eventos y festividades a lo largo del año.
- Fiestas de la Asociación de Vecinos de Colinas: tienen lugar la tercera semana de julio. Pueden realizar actividades diversas como campeonatos, disco-móviles y exposiciones de obras de arte local.
- Fiestas de la Asociación Cultural de Montesano: se celebran del 15 al 21 de agosto e incluyen diferentes actividades para todos los grupos de edad. Destaca la representación de una obra de teatro por parte de los propios vecinos.
- Fiesta de Primavera de la Asociación de Vecinos Valle Pla del Pou: consiste en una merienda popular el último sábado de mayo.
- Fiestas de la Asociación Cultural de San Vicente: tiene lugar coincidiendo con la festividad de San Vicente, en marzo.

### Iglesias
En el municipio de San Antonio de Benagéber se encuentra la parroquia de San Antonio Abad, que se ubica en la plaza del Ayuntamiento, número 6.

### Bibliotecas
San Antonio de Benagéber cuenta con una biblioteca pública municipal desde el año 2011 que se encuentra situada en el interior de la Casa de la Juventud. Esta se ubica en la calle Alcarava, número 78.

### Centros educativos
En el municipio hay una totalidad de nueve centros educativos a fecha del curso 2022-2023: cinco de Educación Infantil, cuatro de Educación Primaria, dos de Secundaria y uno de Bachiller, así como dos centros especializados en Música y uno de Educación Especial.

#### Educación Infantil
- CEIP 8 de Abril
- CEIP La Sabina
- Centro privado de Educación Infantil 1.er ciclo El Azahar
- Centro privado de Educación Infantil 1.er ciclo Kinder
- Centro Privado Home School International

#### Educación primaria
- CEIP 8 de Abril
- CEIP La Sabina
- Centro privado Fundación San Vicente Ferrer
- Centro privado Home School International

#### Educación secundaria obligatoria
- Centro privado Fundación San Vicente Ferrer
- IES de San Antonio de Benagéber

#### Música
- Escuela privada Amigos de la Música
- Escuela privada de música San Antonio de Benagéber

#### Educación Especial
- Centro Privado Fundación San Vicente Ferrer

### Instalaciones deportivas
- Polideportivo municipal
- Campo de fútbol municipal
- Piscina cubierta municipal
- Pista de baloncesto del aulario
- Pista de Baloncesto en el parque de la avenida de la Pobla de Vallbona
- Circuitos saludables deportivos
- Pistas de calistenia[26]

En el caso del polideportivo municipal, este cuenta con gran diversidad de pistas para la práctica de distintos deportes. Se ubica en la carretera CV-336, que une a San Antonio de Benagéber con Ribarroja del Turia.